# Hort (Heves)
Pour les articles homonymes, voir Hort.
Hort est un village et une commune du comitat de Heves en Hongrie.

## Amoiries
Les armoiries du village datent de 1739.

## Géographie

### Situation
Le village de Hort, l'un des plus grands du comitat de Heves, se trouve dans la partie nord de la Grande Plaine, à 8 km à l'est de Hatvan. Il est situé dans une zone est une transition entre la plaine et les collines.

### Accès
La route principale 3 traverse le village et permet d'accéder tant à Budapest qu'à la partie orientale du comitat.
La gare de Hort-Csány, sur la ligne ferroviaire Hatvan-Miskolc-Szerencs-Sátoraljaújhely, est située à environ trois kilomètres du village. Elle est toutefois fermée au trafic passagers depuis 2016.

## Histoire
Hort était à l'origine un établissement des Petchénègues, et selon le chroniqueur anonyme du roi Béla, elle était peuplée par la tribu de Tonuz Aba, qui venait du khanat des Petchénègues.
En 1433, le chapitre d'Eger enregistra la famille Pálóci comme propriétaire du village d'Hort. Le dernier descendant des Pálóci, Antal Pálóci, mourut dans la bataille de Mohács en 1526, et ses domaines dans le comitat ne furent plus administrés. Vers 1539, le juriste et homme d'État István Werbőczy met la main sur le village.
En 1552, Hort est en la possession de Bebek Ferenc et György, mais le roi Ferdinand le priva de sa propriété, donnant Hort à Alaghy Györgynek és Themes Ferencnek. À cette époque, Hort payait la dîme pour le maintien du château d'Eger.
En 1653, les attaques des Turcs se multiplièrent à tel point que les habitants de Hort quittèrent le village et les envahisseurs ne trouvèrent que des maisons vides.
A la fin de la domination turque, István Koháry est le propriétaire du village.

## Administration

### Liste des maires de Hort
- 1990-2006: László Kassa, indépendant.
- 2006-2019: Oszkár Kerek, indépendant.
- Depuis 2019: László Juhász, indépendant.

## Démographie et religion
En 1910, sur 4104 habitants, 4090 étaient des Hongrois. Parmi eux, 4 002 étaient catholiques romains et 80 juifs. En 2001, près de 100 % de la population du village est de nationalité hongroise. 
Lors du recensement de 2011, 89.1 % de la population s'est déclarée hongroise, 0.2 % tzigane, 0.2 % allemande, 0.3 % roumaine et le reste de la population n'a pas répondu. La répartition religieuse était la suivante: catholiques romains 64,8 %, réformés 2,3 %, luthériens 0,4 %, orthodoxes 0,3 %, non confessionnels 10,6 %, sans réponse 20,9 %.

## Monuments
L'église catholique romaine de Hort a été construite sur le site de l'ancienne église dans les années 1950. En 1696, il y avait déjà une église en pierre au même endroit; en 1742 une nouvelle église a été construite en raison de la taille trop petite de la précédente. L'église possède plusieurs reliques. L'une est la robe de messe faite de brocart rouge vin orné de fil d'or, et entrée en possession des Esterházys en 1686 et qui a ensuite été donnée à l'église. Le crucifix en bois provient de l'ancienne église.
À l'occasion du 100e anniversaire de la Révolution et de la guerre d'indépendance de 1848-1849, un buste de Sándor Petőfi a été placé dans le village. Devant l'église se dresse la statue de Jean Népomucène, qui est un monument protégé.